# Chorthippus ferdinandi
Chorthippus ferdinandi is een rechtvleugelig insect uit de familie veldsprinkhanen (Acrididae). De wetenschappelijke naam van deze soort is voor het eerst geldig gepubliceerd in 2009 door Vedenina & Helversen.
1. ↑  (en) Chorthippus ferdinandi op de IUCN Red List of Threatened Species.